# Empoasca pseudosetigera
Empoasca pseudosetigera är en insektsart som beskrevs av Caldwell 1952. Empoasca pseudosetigera ingår i släktet Empoasca och familjen dvärgstritar. Inga underarter finns listade i Catalogue of Life.